# (525460) 2005 EX297
(525460) 2005 EX297 est un transneptunien de magnitude absolue 6,1. Son diamètre est estimé à 160 km.